# Chichibu
Chichibu (秩父市?, Chichibu-shi) è una città giapponese della prefettura di Saitama.

## Amministrazione

### Gemellaggi
- Toshima, Giappone dal 1983
- Sanyō-Onoda, Giappone dal 1996
- Antioch, Stati Uniti dal 1967
- Gangneung, Corea del Sud dal 1983
- Linfen, Cina dal 1988
- Warringah, Australia dal 1996